# San Luis (Antioquia)
San Luis è un comune della Colombia facente parte del dipartimento di Antioquia.
Il centro abitato venne fondato da Clérigo Clemente Giraldo nel 1876, mentre l'istituzione del comune è del 1882.